# Armand Durantin
Pour les articles homonymes, voir Durantin.
Anne-Adrien-Armand Durantin, dit aussi Armand de Villevert, né à Senlis (Oise) le 4 avril 1818 et mort au château de Boursonne (Oise) le 30 décembre 1891, est un auteur dramatique et romancier français.

## Biographie
Tout d'abord avocat, il se tourna vers la littérature et collabora à la France littéraire et à l’Echo français ainsi qu'à diverses autres revues. Il se mit ensuite à écrire des pièces dont le succès resta modeste, jusqu'au jour où le Théâtre du Gymnase annonça une comédie en quatre actes, sans nom d'auteur, intitulée Héloïse Paranquet. La façon dont Montigny, alors directeur du Gymnase, avait monté cette pièce avait excité l'attention du public. Le succès qu'elle obtint, grâce au maniement habile des situations dramatiques, fit rechercher l'auteur, que le Cabinet littéraire dévoila bientôt. Ce n'est que plus tard que l'on sut qu'il avait bénéficié de la collaboration d'Alexandre Dumas fils. Durantin avait également injecté dans cette pièce ses connaissances juridiques, mais lorsqu'il tenta de renouveler cet exploit deux ans plus tard avec Thérèse Humbert, le public ne le suivit pas.
Parmi ses romans, le Carnet d'un libertin, dont le héros succombe à une épouvantable maladie après avoir épuisé toutes les débauches, a pour particularité de mettre en scène les « monstruosités scientifiques » du musée Dupuytren.
À l'occasion de son décès, on peut lire dans le Journal des débats du 1er janvier 1892 :

« Nous avons le vif regret d'apprendre la mort d'un des plus vieux auteurs dramatiques, M. Armand Durantin.

M. Armand Durantin, fils de l'ancien conseiller à la Cour d'appel de Paris, avait débuté par une pièce à l'Odéon en 1843 : Un Tour de roulette. Pendant près d'un demi-siècle, il fit représenter nombre de comédies et de vaudevilles sur nos différentes scènes. Il donna les Spéculateurs à la Comédie-Française. Ses principaux collaborateurs furent : L. Monrose, Anicet-Bourgeois et Raymond Deslandes.

Héloïse Paranquet, l'une de ses dernières comédies, remporta, en 1866, un très grand succès au Gymnase. Il a écrit également de nombreux romans et collaboré à plusieurs journaux.

Le défunt, membre de la Société des auteurs dramatiques et des gens de lettres, était chevalier de la Légion d'honneur. Il a succombé mercredi soir aux suites d'une pneumonie, en son château de Boursonne (Oise).

Il était âgé de soixante-treize ans. »

Une rue de Paris, dans le quartier de Montmartre, porte son nom depuis 1881.

## Publications
Théâtre
- La Guimard, comédie en 1 acte, mêlée de couplets, Paris, Théâtre du Panthéon, 16 juin 1840
- L'Auberge du crime, ou les Canards, vaudeville en 1 acte, avec Théophile Deyeux, Paris, Théâtre du Panthéon, 13 décembre 1840
- Les Amours d'un rat, vaudeville en 1 acte, avec Jules de Rieux, Paris, Théâtre du Panthéon, 21 février 1842
- Un déshonneur posthume, comédie en 1 acte, en vers, Paris, Second Théâtre-Français, 15 mars 1842
- Un tour de roulette, comédie en 1 acte et en prose, avec Jules de Rieux, Paris, Second Théâtre-Français, 27 mars 1843
- L'Italien et le Bas-breton, ou la Confusion des langues, comédie-vaudeville en 1 acte, Paris, Théâtre du Gymnase-Dramatique, 18 novembre 1843
- L'Oncle à succession, comédie vaudeville en deux actes, Paris, Théâtre du Gymnase-Dramatique, 20 mars 1844
- Le Serpent sous l'herbe, comédie-vaudeville en un acte, Paris, Théâtre du Gymnase-Dramatique, 10 juin 1846
- Les Spéculateurs, drame en 5 actes, en prose, avec Émile Fontaine, Paris, Théâtre-Français, 27 juin 1846
- Le Mariage par procuration, comédie-vaudeville en un acte, avec Raymond Deslandes, Paris, Théâtre du Vaudeville, 8 juin 1848
- Les Viveurs de la Maison d'Or, comédie en 2 actes, en prose, avec Louis Monrose, Paris, Second Théâtre-Français, 7 mars 1849
- La Mort de Strafford, drame en cinq actes, Paris, Second Théâtre-Français, 8 mars 1849
- Les Trois Racan, comédie en 1 acte, tirée des Mémoires de Tallemand Des Réaux, avec Raymond Deslandes, Paris, Théâtre-Historique, 25 juin 1850
- Les Gaîtés champêtres, comédie-vaudeville, en 2 actes, d'après Jules Janin, avec Charles Desnoyer et Léon Guillard, Paris, Théâtre du Vaudeville, 3 juillet 1852
- La Terre promise, comédie-vaudeville en 3 actes, avec Raymond Deslandes, Paris, Théâtre du Vaudeville, 24 janvier 1853
- La Femme d'un grand homme, comédie en 5 actes, en prose, avec Raymond Deslandes, Paris, Second Théâtre-Français, 5 février 1855
- Monsieur Acker, comédie en 1 acte, Paris, Théâtre du Gymnase-Dramatique, 15 août 1858
- Les Comédiens de salons, caricature en 1 acte, avec Auguste Anicet-Bourgeois, Paris, Théâtre du Vaudeville, 18 mars 1859
- Héloïse Paranquet, pièce en quatre actes, Paris, Théâtre du Gymnase, 20 janvier 1866 Texte en ligne
- Thérèse Humbert, comédie en 3 actes, Paris, Théâtre du Gymnase, 19 octobre 1868
- Une pêche miraculeuse, comédie en 2 actes, avec Eugène Nus, Paris, Théâtre du Vaudeville, 11 mars 1875

Romans et varia
- La Légende de l'homme éternel, 1863 Texte en ligne
- Domaine de la couronne. Palais de Saint-Cloud, résidence impériale, avec Philippe de Saint-Albin, 1864 Texte en ligne
- L'Héritage de la folie, 1873
- Mariage de prêtre, 1874
- Le Carnet d'un libertin, 1879 Texte en ligne
- L'Halluciné, 1879
- L'Excommunié, 1879 Texte en ligne
- Un jésuite de robe courte, 1879
- Histoire d'Héloïse Paranquet et manuscrit primitif ayant servi à M. Alexandre Dumas pour retoucher la pièce que lui a portée M. Armand Durantin et qui s'appelait alors « Mademoiselle de Breuil », 1882
- Le Carnaval de Nice, 1885
- Un élève des Jésuites, 1889

## Distinctions
- Chevalier de la Légion d'honneur (décret du 9 août 1870)[5].

## Sources
- Pierre Larousse, Grand Dictionnaire universel du XIXe siècle, vol. VI, 1870, p. 1483
- Gustave Vapereau, Dictionnaire universel des contemporains, Hachette, Paris, 1880, p. 638